# Flemming Hvidtfeldt
Flemming Hvidtfeldt (født 11. august 1954, død 17. december 2020) var en dansk journalist og tidligere chefredaktør ved en række dagblade, der siden 2014 har haft egen medievirksomhed ved navn Chutikan.
Hvidtfeldt blev student fra Risskov Amtsgymnasium i 1973 og er uddannet journalist fra Danmarks Journalisthøjskole i 1978. Fra 1977 var han ansat som journalist ved Vendsyssel Tidende. I 1982 blev han ansat ved Jydske Tidende som journalist og siden forside- og featureredaktør. Han var fra 1985 til 1998 ansat ved JydskeVestkysten som redaktionschef, kom derefter til Nordjyske Medier som medlem af chefredaktionen, inden han i 2005 blev chefredaktør for Dagbladet Ringkøbing-Skjern. Fra 2008 til 2011 var han chefredaktør for Århus Stiftstidende.
Fra 2012 til 2014 var han ansat som skrivende journalist i Midtjyske Medier ved mediehusets Public Content Bureau. I 2014 blev han selvstændig og etablerede medievirksomheden Chutikan.
Flemming Hvidtfeldt var i mange år medlem af dommerkomiteen for Årets Avisside i Danmark. Han var formand for designkonkurrencen Best News Design Scandinavia og formand for Society for News Design Scandinavia, der er en søsterorganisation til Society for News Design med hjemsted i USA.
Hvidtfeldt døde i kræft på Hospice Søholm i Stavtrup i december 2020.